# Adolfo Carrasco y Sáyz
Adolfo Carrasco de la Torre y Saiz del Campo (Guadalajara, 22 de març de 1830 - Madrid, 25 de març de 1906), també conegut com a Adolfo Carrasco y Sáyz, fou un militar i historiador espanyol.

## Biografia
En la seva joventut va ser militar, va aconseguir el rang de tinent el 1848, de capità en 1854, de coronel i, en últim terme, el de general de divisió. En 1855 fou professor de química a l'Acadèmia d'Artilleria de Segòvia i subdirector del Museu d'Artilleria. De 1895 a 1897 fou cap de secció del Ministeri de Guerra.
Ha estat descrit per Pasamar Alzuria —al costat de José Gómez de Arteche, Francisco Barado, Adolfo Herrera i Julián Suárez Inclán— com un dels «historiadors liberals militars de la Restauració».
Va ser membre de la Reial Acadèmia de la Història, amb la medalla 1, en substitució del geògraf Francisco Coello, des del 18 de novembre de 1898 en què va ser escollit fins a la seva mort. Se li ha atribuït una ideologia liberal conservadora.

## Obres
- Memoria histórico-descriptiva acerca del Museo de Artillería
- Reseña cronológica
- Historia del Colegio de Artillería
- Apuntes bibliográficos artilleros
- Icono-biografía del generalato español[3]
- Once lecciones sobre física, química y metalurgia
- Los ingredientes de la pólvora
- Nociones sobre el análisis cualitativo de los gases
- Catálogo de los recuerdos históricos existentes en el Museo de Artillería (1898)
- Reseña de la prensa periódica militar (1898)
- Icono-biografía del generalato español (1901)
- Índice general del Memorial de Artillería
- La artillería en la prensa periódica militar española durante el siglo XIX (1905).[1]